# عصمت أكبينار
عصمت أكبينار (بالألمانية: Ismet Akpinar)‏ مواليد 22 مايو 1995، هو لاعب كرة سلة ألماني بدأ مسيرته الاحترافية في سنة 2011 يلعب مع فريق ألبا برلين في الدوري الألماني لكرة السلة ويحمل الرقم 8. يبلغ طوله 6 قدم 3 بوصة (1.9 م).

## فرق لعب لها
- ألبا برلين

## روابط خارجية
- عصمت أكبينار على موقع الاتحاد الدولي لكرة السلة (الإنجليزية)
- عصمت أكبينار على موقع كرة السلة الأوروبية.كوم (الإنجليزية)
- عصمت أكبينار على موقع ريلجم (الإنجليزية)
- عصمت أكبينار على موقع بروبوليرز (الإنجليزية)
- عصمت أكبينار على موقع سبورتس رفرنس (الإنجليزية)